# Konrad Walter Herrmann
Konrad Walter Herrmann (Diessenhofen, 25 novembre 1886 – Sorengo, 13 maggio 1964) è stato un calciatore svizzero.

## Carriera
Iniziò la sua carriera al Winterthur, club svizzero con il quale vinse due campionati, nel 1905-1906 e nel 1907-1908.
Nel 1908 si trasferì in Italia, al Genoa, disputando nella sua prima stagione in rossoblu solo amichevoli a causa dell'autoesclusione del club dal campionato italiano. L'esordio ufficiale è datato 17 gennaio 1909 nel derby contro l'Andrea Doria terminato col risultato di parità per uno ad uno; si distinse nella finale del 4 ottobre 1908 della Coppa Goetzlof, a Genova, quando segnò 5 gol nella vittoria per 10-2 dei liguri contro l'Inter.
Trasferitosi a Parigi, tornò a giocare per i grifoni nella stagione 1914-1915 e, con un'unica presenza con segnatura, nella vittoria casalinga per 3 a 0 del 6 dicembre 1914 contro l'Associazione del Calcio Ligure, conquistò il suo unico campionato italiano.
Il suo terzo trionfo personale verrà però assegnato solo al termine della prima guerra mondiale, che aveva causato l'interruzione il campionato.
Herrmann chiuse la carriera al termine di quella tormentata stagione.

## Palmarès

### Club

#### Competizioni nazionali
- Campionato svizzero: 2

Winterthur: 1905-1906, 1907-1908
- Campionato italiano: 1

Genoa: 1914-1915